# Chasse-neige (ski)
Pour les articles homonymes, voir Chasse-neige (homonymie).

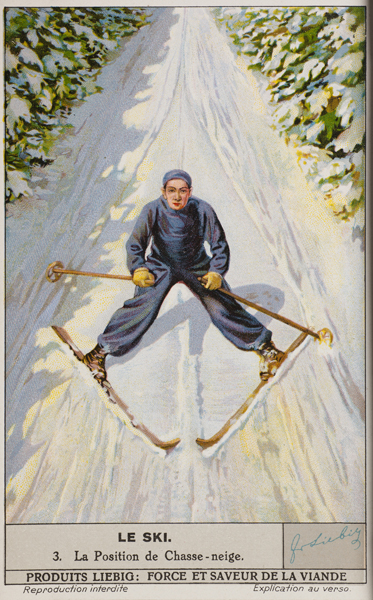

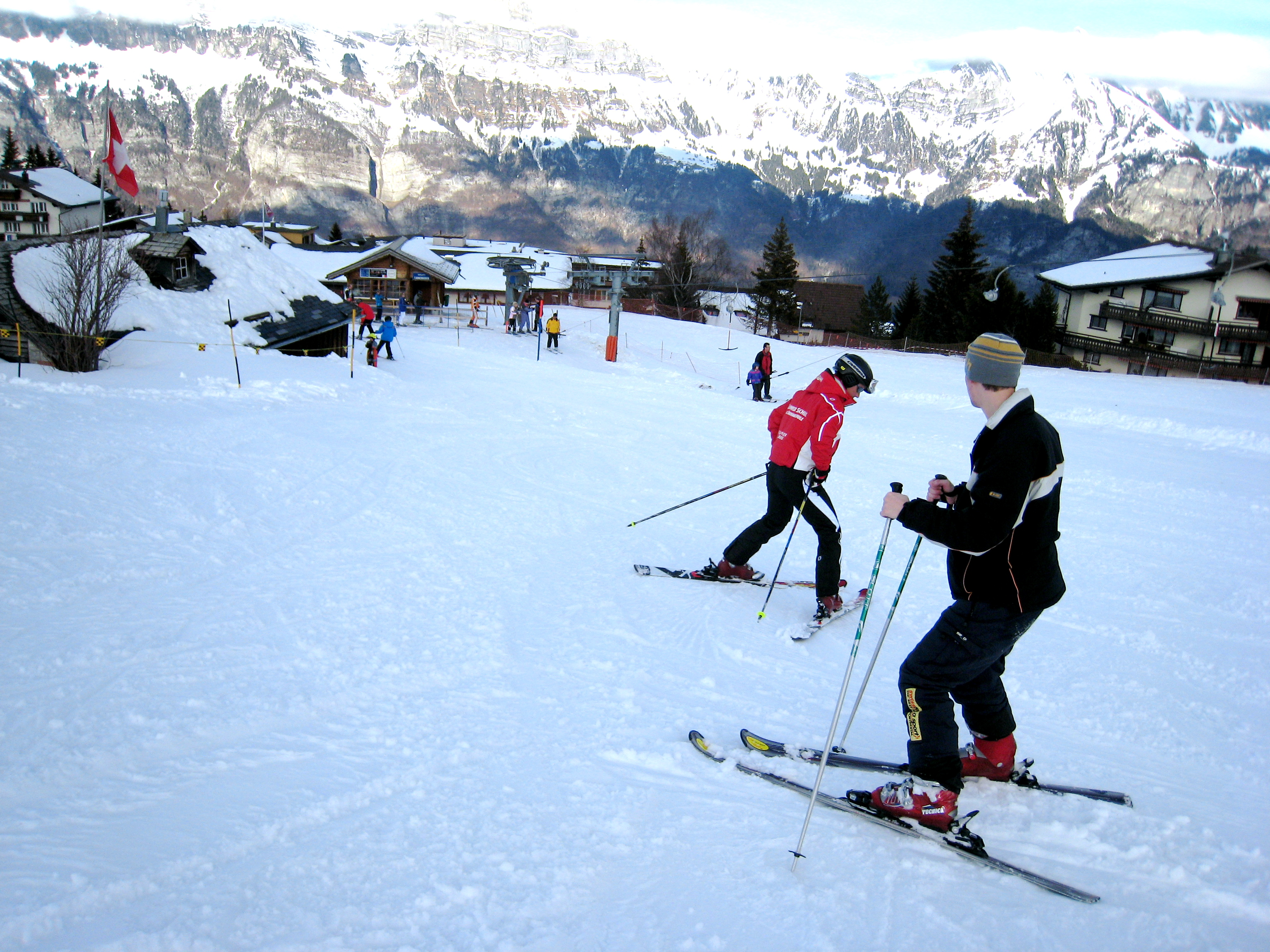
Un moniteur enseigne le chasse-neige à un élève (Flumserberg, 2008).

Le chasse-neige est une technique élémentaire de ski permettant de tourner et de freiner, utilisée notamment par les skieurs peu expérimentés.
Les skis sont placés de sorte à former une étrave, les talons divergents, chacun d'eux dérape sur la neige empêchant la glisse. Plus l'angle entre les skis est important, plus la pression faisant mordre les carres est forte, et plus le freinage est efficace. Un petit angle et une petite pression sur les skis ralentissent le skieur et lui permettent d'évoluer à très basse vitesse.
Cette technique sûre et stable permet de skier en sécurité dans des zones étroites (chemins) ou encombrées (bas de piste), elle est adaptée à la pratique du ski utilitaire, en portant une charge lourde, ou en maniant un traîneau de transport ou de secours. Elle est peu adaptée aux évolutions en zones très pentues. Elle peut être utilisée comme technique de base pour l'apprentissage du ski, et permet alors de réaliser rapidement des virages à basse vitesse (dits « virage chasse-neige »).
La même technique de freinage est utilisée en roller.
Il existe deux sortes de chasse-neige : 
- le chasse-neige glissé ;
- le virage chasse-neige.

Il existe une autre technique de freinage qui s'appelle le « dérapage », laquelle est pratiquée par des skieurs plus expérimentés. Dans ce cas, les skis restent parallèles et viennent se placer perpendiculairement à la pente.